# Galianthe bogotensis
Galianthe bogotensis là một loài thực vật có hoa trong họ Thiến thảo. Loài này được (Kunth) E.L.Cabral & Bacigalupo mô tả khoa học đầu tiên năm 1997.